# Martin Bruin
M.J. (Martin) Bruin (Scheveningen, 1934) is een Nederlands politicus van de PvdA.
Na het vervullen van zijn dienstplicht was hij vanaf 1957 ongeveer 18 jaar werkzaam bij het ministerie van defensie. Daarnaast was hij actief in de lokale politiek. Hij kwam in 1966 in de gemeenteraad van Zoetermeer waar hij van 1968 tot 1975 wethouder is geweest. In juni van dat laatste jaar werd hij benoemd tot burgemeester van de gemeenten Arkel en Kedichem. In augustus 1981 volgde hij zijn partijgenoot Vijgeboom op als burgemeester van Alblasserdam. Die benoeming zorgde aanvankelijk voor nogal wat problemen, omdat afgezien van de PvdA alle partijen in de raad een voorkeur hadden uitgesproken voor een burgemeester die geen PvdA-lid was. Uiteindelijk bleef Bruin daar tot zijn pensioen midden 1999 burgemeester.